# Zoufftgen
Zoufftgen (fràncic lorenès Suftge) és un municipi francès del departament del Mosel·la, a la regió del Gran Est.